# حنفی
حنفی نام یکی از شاخه‌های مذاهب اهل سنت از دین اسلام است و از مذاهب فقهی و پیرو ابوحنیفه نعمان بن ثابت از پیشوایان چهارگانه اهل سنت این مذهب در بین مذاهب چهارگانه اهل سنت در کنار مذهب شافعی بیشترین پیرو را دارد و عمده پیروان این مذهب نیز در کشورهای آسیای میانه، ترکمنستان افغانستان، پاکستان، چین، ترکیه، بالکان، شبه قاره هند، عراق، سوریه، لبنان، اردن، آسیای مرکزی (و مناطق شمال شرقی، شرق و جنوب شرقی مناطقی از شمال غربی ایران) قرار دارند. نام این شاخه منسوب به بنیادگذار آن یعنی ابوحنیفه نعمان بن ثابت زوطی (۱۵۰–۸۰ هجری قمری) است. مقبره ابوحنیفه در بغداد در محله اعظمیه قرار دارد.
از شاگردان سرشناس ابوحنیفه می‌توان از افراد زیر نام برد:
- أبویوسف (یعقوب بن ابراهیم)
- محمد بن الحسن الشیبانی
- أبوالهذیل (زفر بن الهذیل)
- الحسن بن زیاد اللؤلؤی

برجسته‌ترین کتاب‌ها در زمینه شاخه حنفی عبارت‌اند از:
1. المبسوط از شمس الدین السرخسی
2. بدائع الصنائع فی ترتیب الشرائع از کاسانی
3. مختصر الهدایة از مرغیانی# حاشیة ابن عابدین (ردالمحتار علی الدر المختار)

## توضیحات تکمیلی
مذهب حنفیه، از مذاهب چهارگانه اهل سنت است و توسط ابوحنیفه نعمان بن ثابت بنیانگذاری شده‌است. گویند وی نژاد ایرانی داشته‌است. منابع، اصلیت او را از کابل می‌دانند در سال ۸۰ هجری قمری در شهر کوفه به دنیا آمد و در سال ۱۵۰ هجری قمری در بغداد و در زندان منصور خلیفه عباسی درگذشت.
از استادان او در دوران تحصیل علوم اسلامی حمادبن ابی سلیمان است. تسلط ابوحنیفه بر علم کلام بیش از احاطه او به علوم فقهی موجب معروفیت او شده‌است.
ابوحنیفه به سبب شهرت در علم و تقوا توسط عمره بن هبیره، قاضی القضاه شهر کوفه شد و بخاطر آنکه بعدها منصور خلیفه عباسی قصد انتصاب او را به سمت قاضی بغداد داشت اما چون با مخالفت ابوحنیفه مواجه شد، وی را به زندان افکند.
پیروان ابوحنیفه، مذهب و روش او را اهل رای می‌نامند زیرا ابوحنیفه قائل به رای است چنان‌که بعد از صدور هر فتوایی و حکمی عنوان می‌کرد این نظر ماست و چنین شرط می‌کرد که اگر پیروان در این مسئله اجماع نداشته باشند، مخالفت او هم در همین مقام است. اوبا اهل حدیث مخالف بود و تنها در شرایطی اقدام به قبول احادیث متواتر می‌کرد که از تابعین نقل شده باشد و حدیث و خبر مفرد را قبول نداشت.
این شیوه او می‌تواند بخاطر متکلم بودن او و تأثیرش در روش فقهی وی باشد. همچنین او قیاس و استحسان را هم به‌عنوان اصول در اجتهاد پذیرفت.
مذهب حنفی بر هفت اصل استوار است که عبارت‌اند از:
1. قرآن
2. سنت
3. قول صحابه
4. قیاس و رای
5. استحسان
6. اجماع
7. عرف

در باب ایمان و کفر، ابوحنفیه معتقد به زیاد و کم بودن آن‌ها نیست و اصل ایمان و کفر را تصدیق و انکار می‌داند.
وی همچنین در بحث جبر و اختیار به آزادی عمل انسان معتقد است و فعل آدمی را در مصدرش مدنظر قرار می‌دهد با استناد به این جمله او:
اعمال بشر نسبت به قضا و قدر مانند شعاعهای خورشید است به خود خورشید.
از ویژگی‌های ابوحنفیه که جمیع محققین و فقها بر آن اتفاق نظر دارند صراحت و بی‌باکی او در دادن فتوی است و تسامح و اغماض از خصایص فتاوای او می‌باشد.

به گفته سید محمد باقر پوسانی، ابو حنیفه تحت تأثیر برخی از علما و امامان شیعه نظیر جعفر بن محمد امام ششم شیعیان بوده‌است زیرا او علاقه زیادی به اهل بیت پیامبر داشت و اهل بیت پیامبر را محق خلافت می‌دانست و همین امر باعث شد تا خلفای عباسی او را روانه زندان کنند و پا فشاری او بر خلافت اهل بیت و به خصوص امام جعفر صادق باعث شد تا خلیفه عباسی دستور قتل او را در زندان بدهد و همچنین برخی از علمای اهل سنت مثل شعبه بن حجاج قرار گرفته‌است.

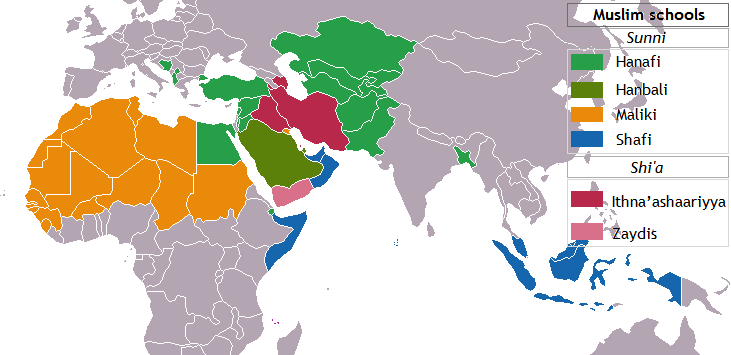

## مقالات مرتبط
- فقها و کتب فقهی حنفی - پایگاه حوزه [پیوند مرده]
- تاریخچه مذهب حنفی - پایگاه حوزه [پیوند مرده]